# Hofstatt (Eitorf)
Der Weiler Hofstatt ist eine Wüstung in der Gemeinde Eitorf.
Urkundlich erwähnt wurde der Weiler erstmals um 1813 bei der Konskription unter Napoleon, als zwei Hofstätter Männer seiner Armee beitreten mussten. Es handelte sich um Johann Peter Hönscheid (* 19. August 1792), den Sohn von Johann Peter Hönscheid und Gertrud Görgens zu Hofstatt, und Peter Müller, den Sohn von Jakob Müller und Elisabeth Zimmermann zu Hofstatt.
1830 hatte das Gehöft 17 Einwohner.
Bereits wenige Jahrzehnte später ging die Ansiedlung wieder unter. Nachdem Gottfried Löbach aus Hofstatt mit seiner Ehefrau Elisabeth, geb. Hönscheid, einen Ausreiseantrag als Auswanderer gestellt hatte und 1884 Mathias Dohr verstarb, der das Anwesen der Eheleute Johann Rösgen und Anna Maria, geb. Hönscheid, erworben hatte, wohnte hier nur noch die Familie Peter Josef Müller, „Ackerer und Handelsmann zu Hofstatt“ mit seiner Ehefrau Susanne, geb. Ottersbach (* 15. Mai 1833). Am 6. April 1881 stellt Peter Müller mit seiner Frau Susanne und den Kindern einen Auswanderungsantrag. Mit ihrem Wegzug wurde der Weiler zu Wüstung. Im Ortsregister der Rheinprovinz von 1885 sind für Hefstadt in der Gemeinde Eitorf noch ein Wohnhaus und 10 Einwohner vermerkt, was an der schleppenden Auswanderungsgenehmigung oder Ortserfassung liegen mag.